# Agricola (nome)
Agricola  è un nome proprio di persona italiano maschile e femminile.

## Varianti in altre lingue
- Catalano: Agrícola[4]
- Latino: Agricola[1]
- Polacco: Agrykola
- Russo: Агрикола (Agrikola)
- Spagnolo: Agrícola[4]

## Origine e diffusione
Nome ambigenere, generalmente usato al maschile, continua il gentilizio romano Agricola, assai diffuso in epoca romana. È composto da ager, agri ("campo", "terreno") e colere ("coltivare"), e vuol dire "colui che lavora il campo", "contadino", "agricoltore"; è quindi analogo, per significato, ai nomi Giorgio, Ortensia e Ortolano.

## Onomastico
L'onomastico si può festeggiare in memoria di più santi, alle date seguenti:
- 5 febbraio, sant'Agricola, vescovo di Tongres[6]
- 26 febbraio, sant'Agricola, vescovo di Nevers[6][7]
- 17 marzo, sant'Agricola, vescovo di Chalon-sur-Saône[4][5][6][7]
- 2 settembre, sant'Agricola, vescovo di Avignone[6]
- 4 novembre, sant'Agricola, martire a Bologna assieme a san Vitale sotto Diocleziano[2][5][6][7]
- 3 dicembre, sant'Agricola, martire in Pannonia (odierna Ungheria)[5][6]
- 16 dicembre, sant'Agricola, martire a Ravenna con Concordio, Natale e Valentino[2][5][6]

## Persone
- Agricola, figlio dell'imperatore Avito
- Agricola, console romano
- Agricola de Cologne, artista tedesco
- Gneo Giulio Agricola, politico e militare romano